# Dașkivți, Stara Sîneava
Dașkivți (în ucraineană Дашківці) este un sat în comuna Siomakî din raionul Stara Sîneava, regiunea Hmelnîțkîi, Ucraina.

## Demografie
Componența lingvistică a localității Dașkivți
     Ucraineană (98,67%)
     Rusă (1,33%)
Conform recensământului din 2001, majoritatea populației localității Dașkivți era vorbitoare de ucraineană (98,67%), existând în minoritate și vorbitori de rusă (1,33%).